# Jan Aleksander Koniecpolski
Jan Aleksander Koniecpolski herbu Pobóg (ur. 1635, zm. zapewne 3 grudnia 1719 w Rakołupach) – starosta baliński od 1683, sieradzki od 1690. Od 1692 koniuszy wielki koronny. Wojewoda bracławski 1704–1710, sieradzki 1710–1719, rotmistrz Jego Królewskiej Mości i starosta doliński w 1683 roku.
Syn Krzysztofa Koniecpolskiego i Konstancji Stanisławskiej kasztelanki halickiej.
Poseł sejmiku podolskiego na sejm 1683 roku. Był członkiem konfederacji sandomierskiej 1704 roku. W 1718 roku został wyznaczony senatorem rezydentem. Ze względu na „braki w prawie” do których się przyznawał unikał działalności politycznej i nie uczestniczył w sejmach i sejmikach.
Ożenił się z Elżbietą Febronią Rzewuską, córką podskarbiego wielkiego koronnego Michała Floriana. Zmarł bezpotomnie po długotrwałej chorobie zapewne 3 grudnia 1719, pochowano go w krypcie kościoła Świętej Trójcy w Koniecpolu. Na nim wygasł ród Koniecpolskich, przez co zgodnie z tradycją nad jego grobem złamano szablę i strzaskano tarczę herbową. Jego prawnymi sukcessorami zostali synowie Marianny z Koniecpolskich Walewskiej, wojewodzianki parnawskiej, oraz jej męża Zygmunta, kasztelana rozpirskiego.
Założył w 1696 miasto Janów. Ufundował w 1703 r. kościół pw. Matki Bożej Bolesnej w Rożniatowie.